# Rhys Muldoon
Rhys Muldoon es un actor australiano, que interpretó a Jimbo James en Big Sky y a Sarge Leonard en Lockie Leonard.

## Biografía
Es buen amigo de Kevin Rudd, el exministro de Australia.
Rhys está casado y tuvo su primera hija, Lotte May Muldoon, en 2009.

## Carrera
Rhys colaboró en el libro para niños "Jasper & Abby and the Great Australia Day Kerfuffle" junto a Kevin Rudd.
En 1993 apareció en la serie G.P. donde dio vida al reverendo Tom Braithwaite.                                                                                            
En 1996 se unió al elenco principal de la primera temporada de la serie The Genie from Down Under donde interpretó al genio Bruce, sin embargo al finalizar la temporada Rhys fue reemplazado y el actor Sandy Winton interpretó a Bruce para la segunda temporada.
En 1997 se unió al elenco principal de la serie Big Sky donde interpretó a Jimbo James hasta el final de la serie en 1999.                                                                
En el 2000 se unió al elenco de la primera temporada de la serie Grass Roots donde interpretó al gerente general Greg Dominelli hasta el final de la serie en el 2003.
En el 2001 apareció como invitado en un episodio de la serie policíaca Blue Heelers donde interpretó a Simon Winter, anteriormente había aparecido por primera vez en la serie en 1996 donde interpretó a Geoff Grimshaw en el episodio "Happy Families".
En el 2003 se unió al elenco recurrente de la tercera temporada de la serie The Secret Life of Us donde interpretó a Frank Goodman, hasta la última temporada en el 2005.
En el 2007 se unió al elenco de la serie infantil Lockie Leonard donde interpretó al jefe de la policía Sarge Leonard, el padre de Lockie y Philip hasta el 2010. Ese mismo año apareció como invitado en la serie Rake donde dio vida a Lincoln. 
En el 2012 se unió al elenco principal de la serie House Husbands donde interpreta a Mark Oliver, un hombre que se queda en casa para cuidar de su hija mientras su esposa trabaja.

## Filmografía

### Series de televisión
| Año             | Serie                          | Personaje              | Notas                              |
| --------------- | ------------------------------ | ---------------------- | ---------------------------------- |
| 2018            | Fighting Season                | Coronel Floss          | 4 episodios - miniserie            |
| 2018            | Dead Lucky                     | Ricahrd                | 4 episodios                        |
| 2012 - 2017     | House Husbands                 | Mark Oliver            | 58 episodios                       |
| 2010 - presente | Rake                           | Lincoln Lincoln        | 8 episodios                        |
| 2015            | The Secret River               | Lord Loveday           | 2 episodios - miniserie            |
| 2014            | Offspring                      | Scott                  | episodio # 5.7                     |
| 2013            | Miss Fisher's Murder Mysteries | Clarence Ball          | episodio "Dead Air"                |
| 2007 - 2010     | Lockie Leonard                 | Sarge Leonard          | 41 episodios                       |
| 2009            | City Homicide                  | Dr. Lance Turner       | episodio "House of Horrors"        |
| 2006            | HeadLand                       | Alistair Grey          | 2 episodios                        |
| 2003 - 2005     | The Secret Life of Us          | Frank Goodman          | 20 episodios                       |
| 2005            | Mcleod's Daughters             | Jeremy Quaid           | 2 episodios                        |
| 2000 - 2003     | Grass Roots                    | Greg Dominelli         | 18 episodios                       |
| 2002            | Young Lions                    | Juez Paul Bergan       | 3 episodios                        |
| 2001            | The Lost World                 | Blum                   | episodio "The Travelers"           |
| 2001            | Blue Heelers                   | Simon Winter           | episodio "Charming"                |
| 2000            | Water Rats                     | John Wade              | episodio "We Could Be Heroes"      |
| 1999            | Stingers                       | Jimi Mercer            | episodio "Counting the Beat"       |
| 1999            | Farscape                       | Staanz                 | episodio "The Flatz"               |
| 1997 a 1999     | Big Sky                        | Jimbo James            | 53 episodios                       |
| 1998            | Driven Crazy                   | McAvity                | episodio "One Shot Toothpaste"     |
| 1998            | The Silver Brumby              | -                      | -                                  |
| 1996            | The Genie from Down Under      | Bruce                  | 13 episodios                       |
| 1995            | Snowy River: The McGregor Saga | Oficial Edward Dengate | episodio "The Long Arm of the Law" |
| 1995            | Funky Squad                    | Ashley                 | episodio "A Shot in the Dark"      |
| 1995            | Us and Them                    | Nick Fraser            | 13 episodios                       |
| 1993            | G.P.                           | Rev. Tom Braithwaite   | episodio "Alone: Part 2"           |
| 1993            | Time Trax                      | -                      | episodio "To Kill a Billionaire"   |
| 1991            | Acropolis Now                  | Uri                    | episodio "Back in the U.S.S.R"     |
| 1991            | Chances                        | Ben Taylor             | -                                  |

### Películas
| Año  | Título                                 | Personaje             | Notas                                                                                              |
| ---- | -------------------------------------- | --------------------- | -------------------------------------------------------------------------------------------------- |
| 2022 | Interceptor                            | Clark Marshall        | junto a Elsa Pataky                                                                                |
| 2018 | Lovelost                               | HOmbre (voz)          | corto - junto a Tysan Towney, John McLeod III y April Rose Pengilly                                |
| 2014 | The HR Guy                             | Mr. Phil Dawson       | junto a John Leary                                                                                 |
| 2013 | The Fragments                          | -                     | corto - junto a Richard Carwin, Eamon Farren, Travis Jeffery, Ian Meadows & Camille Keenan         |
| 2012 | The Sapphires                          | Tío Ed                | junto a Chris O'Dowd, Deborah Mailman, Jessica Mauboy, Shari Sebbens, Eka Darville & Beau Brady    |
| 2012 | Jack Irish: Black Tide                 | Rod Pringle           | junto a Guy Pearce, Emma Booth, Shane Jacobson, Roy Billing, Damien Garvey y Alexandra Schepisi    |
| 2012 | Jack Irish: Bad Debts                  | Rod Pringle           | junto a Guy Pearce, Aaron Pedersen, Shane Jacobson y Roy Billing                                   |
| 2011 | Tinman                                 | Greg                  | corto - junto a Oliver Ackland, Indy Anderson & Leah Baulch                                        |
| 2011 | 33 Postcards                           | Gary                  | junto a Guy Pearce, Zhu Lin, Claudia Karvan, Lincoln Lewis, Matthew Nable & Kain O'Keeffe          |
| 2011 | Waiting for Robbo                      | Robbo                 | corto - junto a John Wood, Justin Rosniak & Lawrence Leung                                         |
| 2011 | Waiting for the Turning of the Earth   | Eric                  | corto - junto a Laura-Jane Emes, Anne-Louise Lambert & Barry Otto                                  |
| 2011 | The Last Time I Saw Michael Gregg      | Ned                   | junto a Cate Blanchett, Zoe Carides, Essie Davis, Glenn Hazeldine & Damon Herriman                 |
| 2010 | Possession(s)                          | Narrador              | junto a Trilby Beresford, Max Cullen, Laurence Fuller & Asher Keddie                               |
| 2008 | Infamous Victory: Ben Chifley's Battle | Edgar Ross            | junto a Tony Barry, Lorna Lesley, Tracy Mann & Kieran Darcy-Smith                                  |
| 2008 | Valentine's Day                        | Ben Valentine         | junto a Simon Lyndon, Freya Stafford, Roy Billing, Patrick Harvey & Jacinta Stapleton              |
| 2008 | Bitter & Twisted                       | Donald Carn           | junto a Noni Hazlehurst, Leeanna Walsman, Matthew Newton, Gary Sweet & Basia A'Hern                |
| 2008 | Emerald Falls                          | Paul Ferguson         | junto a Georgie Parker, Vince Colosimo, Catherine McClements, Ella Scott Lynch & Steve Peacocke    |
| 2007 | BlackJack: Ghosts                      | Dave Halfpenny        | junto a Colin Friels, Marta Dusseldorp, Marcus Graham, Gigi Edgley, Todd Lasance & Simon Lyndon    |
| 2007 | Bastard Boys                           | Julian Burnside       | junto a Colin Friels, Geoff Morrell, Anthony Hayes, Dan Wyllie, Dennis Coard & Justine Clarke      |
| 2005 | Second Chance                          | Lloyd Regalton        | junto a Ben Mendelsohn, Tara Morice, Genevieve O'Reilly, Jonny Pasvolsky & Alyssa McClelland       |
| 2005 | The Saviour                            | Tony                  | corto - junto a Susan Prior, Nicholas Hammond & Adam J. Yeend                                      |
| 2005 | The Extra                              | Curtis Thai-Buckworth | junto a Carolyn Bock, Shaun Micallef, Abe Forsythe & Helen Dallimore                               |
| 2004 | The Crop                               | Wack                  | junto a Holly Brisley, Charlie Hopkins & Tony Barry                                                |
| 2003 | Danny Deckchair                        | Linda Craig           | junto a Rhys Ifans, Miranda Otto, Justine Clarke, Anthony Phelan & John Batchelor & Nadia Townsend |
| 1999 | Mumbo Jumbo                            | Hugo                  | junto a Helen Dallimore, Kate Fitzpatrick, Sandy Gore & Paul Tassone                               |
| 1998 | Gristle                                | Doug                  | corto - junto a Darren Gilshenan                                                                   |
| 1994 | Ladykiller                             | Chris                 | junto a Catherine Hill, Angela Twigg, Mary Bellas & John Papp                                      |
| 1990 | The Great Air Race                     | Jimmy Melrose         | junto a Duke Bannister, John Benton, Randall Berger & Barry Bostwick                               |

### Director y escritor
| Año  | Serie                                | Notas                               |
| ---- | ------------------------------------ | ----------------------------------- |
| 2010 | Lockie Leonard                       | escritor - episodio "Time and Tide" |
| 1993 | Lily Bragge Show and Tell Tell Tell! | obra de teatro - director           |
| 1992 | Big Mouth                            | obra de teatro - director           |

### Presentador y apariciones
| Año           | Programa        | Notas       |
| ------------- | --------------- | ----------- |
| 2000-presente | Play School     | presentador |
| 2003-2005     | The Glass House | 6 episodios |

### Teatro
| Año        | Obra                                 | Personaje | Director (a)       | Teatro            | Notas                                                                 |
| ---------- | ------------------------------------ | --------- | ------------------ | ----------------- | --------------------------------------------------------------------- |
| 2010       | The Power of Yes                     | -         | Sam Strong         | Belvoir Theatre   | junto a John Derum, Jonathan Elsom, Russell Kiefel & Marshall Napier  |
| 2009       | Tot Mom                              | -         | Steven Soderbergh  | Wharf Theatre     | junto a Wayne Blair, Zoe Carides, Essie Davis & Damon Herriman        |
| 2009       | Gethsemane                           | -         | Neil Armfield      | Belvoir Theatre   | junto a Paula Arundell, Emily Barclay, Claire Jones & Dan Wyllie      |
| 2007       | Arts Election Launch                 | -         | Andrew Upton       | Riverside Theatre | junto a Cate Blanchett, Joel Edgerton & David Wenham                  |
| 2007       | Don's Party                          | -         | Peter Evans        | Drama Theatre     | junto a Steve Le Marquand, Travis McMahon & Jacinta Stapleton         |
| 2006       | Emergency Sex                        | -         | Chris Mead         | Wharf 2           | junto a Belinda McClory & Ewen Leslie                                 |
| 2005       | Stuff Happens                        | -         | Neil Armfield      | York Theatre      | junto a Russell Dykstra, Victoria Haralabidou & Sandy Winton          |
| 2001       | Design for Living                    | -         | Rodney Fisher      | Playhouse T.      | junto a Josephine Byrnes, Narjic Fogerty, Patrick Frost & Nathan Page |
| 1995, 1996 | Decadence                            | -         | Terence O'Connell  | Belvoir Theatre   | junto a Angie Milliken                                                |
| 1996       | Spitfire 1 2 3                       | -         | David Everist      | Power Theatre     | junto a Jude Azzopardi, Richard Bryant & James Didolas                |
| 1995       | Romeo & Juliet                       | Romeo     | Glenn Elston       | Melbourne T.      | junto a Nadine Garner, Jack Finsterer & Evelyn Krape                  |
| 1994       | Amadeus                              | -         | Jean-Pierre Mignon | Athenaeum T.      | junto a Michael Bishop, Zoe Burton, Nadine Garner & Barry Otto        |
| 1994       | Promethea Bound and Sisyphus Too     | -         | Marcia Haufrecht   | Napier Theatre    | junto a Carolyn Bock, Kym Carter, Robyn Clancy & Peter Stratford      |
| 1994       | Lady Killer                          | -         | -                  | -                 | -                                                                     |
| 1993       | Shear Madness                        | -         | Terence O'Connell  | Comedy Club       | junto a Greg Fleet, Tracey Harvey & Colette Mann                      |
| 1993       | A Midsummer Night's Dream            | -         | Glenn Elston       | Botanic Gardens   | junto a Jeanette Cronin, Merridy Eastman, Tracy Mann & Guy Pearce     |
| 1992       | Three Guys Naked From the Waist Down | -         | Terence O'Connell  | Universal Theatre | junto a Nicholas Bufalo & Marty Fields                                |
| 1991       | Torch Song Trilogy                   | -         | Terence O'Connell  | Universal Theatre | junto a Daniel Abineri, Evelyn Krape, Peter Lowrey & Nick Stock       |
| 1990       | A Moon for the Misbegotten           | -         | Janis Balodis      | Russell Theatre   | junto a Philip Holder, Pamela Rabe & George Whaley                    |

## Premios y nominaciones
| Año  | Categoría                                                                   | Premio    | Serie          | Resultado |
| ---- | --------------------------------------------------------------------------- | --------- | -------------- | --------- |
| 2010 | Best Guest or Supporting Actor in a Television Drama                        | AFI Award | Lockie Leonard | Nominado  |
| 2000 | Best Performance by an Actor in a Leading Role in a Television Drama Series | AFI Award | Grass Roots    | Nominado  |